# Hongkong az 1972. évi nyári olimpiai játékokon
Hongkong az NSZK-beli Münchenben megrendezett 1972. évi nyári olimpiai játékok egyik részt vevő nemzete volt. Az országot az olimpián 5 sportágban 10 sportoló képviselte, akik érmet nem szereztek.

## Cselgáncs
| Versenyző                     | Versenyszám | Csoport | 1. forduló               | 2. forduló        | 3. forduló        | 4. forduló        | Vigaszág 1. forduló | Vigaszág 2. forduló | Vigaszág 3. forduló | Elődöntő          | Döntő             | Helyezés |
| Versenyző                     | Versenyszám | Csoport | Ellenfél Eredmény        | Ellenfél Eredmény | Ellenfél Eredmény | Ellenfél Eredmény | Ellenfél Eredmény   | Ellenfél Eredmény   | Ellenfél Eredmény   | Ellenfél Eredmény | Ellenfél Eredmény | Helyezés |
| ----------------------------- | ----------- | ------- | ------------------------ | ----------------- | ----------------- | ----------------- | ------------------- | ------------------- | ------------------- | ----------------- | ----------------- | -------- |
| Mók Cők-ving (Mok Cheuk Wing) | Váltósúly   | A       | Geronimo Dyogi (PHI) · V | kiesett           | kiesett           | kiesett           |                     |                     |                     |                   |                   | 18.      |

## Sportlövészet
Nyílt
| Versenyző       | Versenyszám       | Pont | Helyezés |
| --------------- | ----------------- | ---- | -------- |
| Peter Rull, Sr. | Sportpuska, fekvő | 582  | 83.      |

## Úszás
Férfi
| Versenyző    | Versenyszám    | Előfutam | Előfutam | Előfutam | Elődöntő | Elődöntő | Elődöntő | Döntő   | Döntő    |
| Versenyző    | Versenyszám    | Idő      | Hely.    | Össz.    | Idő      | Hely.    | Össz.    | Idő     | Helyezés |
| ------------ | -------------- | -------- | -------- | -------- | -------- | -------- | -------- | ------- | -------- |
| Ronnie Wong  | 100 m gyors    | 57,53    | 8.       | 44.      | kiesett  | kiesett  | kiesett  | kiesett | kiesett  |
| Ronnie Wong  | 100 m pillangó | 1:07,50  | 8.       | 39.      | kiesett  | kiesett  | kiesett  | kiesett | kiesett  |
| Ronnie Wong  | 200 m vegyes   | 2:34,82  | 7.       | 39.      |          |          |          | kiesett | kiesett  |
| Mark Crocker | 200 m gyors    | 2:12,85  | 5.       | 44.      |          |          |          | kiesett | kiesett  |
| Mark Crocker | 100 m hát      | 1:11,20  | 5.       | 39.      | kiesett  | kiesett  | kiesett  | kiesett | kiesett  |
| Mark Crocker | 200 m hát      | 2:33,64  | 7.       | 36.      |          |          |          | kiesett | kiesett  |

## Vitorlázás
Nyílt
| Versenyző                           | Versenyszám     | Futam | Futam  | Futam | Futam  | Futam | Futam | Futam | Pontszám | Helyezés |
| Versenyző                           | Versenyszám     | 1     | 2      | 3     | 4      | 5     | 6     | 7     | Pontszám | Helyezés |
| ----------------------------------- | --------------- | ----- | ------ | ----- | ------ | ----- | ----- | ----- | -------- | -------- |
| Gilbert Lennox-King Kenneth Tomlins | Tempest         | 21,0  | 17,0   | 21,0  | (27,0) | 26,0  | 15,0  | 25,0  | 125,0    | 18.      |
| Colin Smith Terence Steele          | Repülő hollandi | 28,0  | (35,0) | 30,0  | 26,0   | 30,0  | 26,0  | 16,0  | 156,0    | 24.      |

## Vívás
Férfi
| Versenyző      | Versenyszám       | Selejtező | Selejtező | Selejtező         | Selejtező | Negyeddöntő       | Negyeddöntő | Elődöntő          | Elődöntő | Döntő             | Döntő   | Helyezés    |
| Versenyző      | Versenyszám       | 1. kör | 1. kör    | 2. kör            | 2. kör    | Negyeddöntő       | Negyeddöntő | Elődöntő          | Elődöntő | Döntő             | Döntő   | Helyezés    |
| Versenyző      | Versenyszám       | Ellenfél Eredmény | Hely.     | Ellenfél Eredmény | Hely.     | Ellenfél Eredmény | Hely.       | Ellenfél Eredmény | Hely.    | Ellenfél Eredmény | Hely.   | Helyezés    |
| -------------- | ----------------- | --- | --------- | ----------------- | --------- | ----------------- | ----------- | ----------------- | -------- | ----------------- | ------- | ----------- |
| Matthew Chan   | Tőr, egyéni       | 1. csoport · Friedrich Wessel (FRG) · 2-5 · Kamuti Jenő (HUN) · 2-5 · Vaszil Sztankovics (URS) · 2-5 · Carlos Calderón (MEX) · 0-5 · Ali Alamdari (IRI) · 3-5                   | 6.        | kiesett           | kiesett   | kiesett           | kiesett     | kiesett           | kiesett  | kiesett           | kiesett | helyezetlen |
| Robert Elliott | Tőr, egyéni       | 6. csoport · Lech Koziejowski (POL) · 0-5 · Szabó Sándor (HUN) · 2-5 · Barry Paul (GBR) · 0-5 · Ernest Simon (AUS) · 1-5 · Fernando Lúpiz (ARG) · 2-5 · Fawzi Merhi (LIB) · 3-5 | 7.        | kiesett           | kiesett   | kiesett           | kiesett     | kiesett           | kiesett  | kiesett           | kiesett | helyezetlen |
| Matthew Chan   | Párbajtőr, egyéni | 1. csoport · Hrihorij Krissz (URS) · 0-5 · Reinhold Behr (FRG) · 2-5 · Daniel Giger (SUI) · 0-5 · Peter Askjær-Friis (DEN) · 2-5 · John Bouchier-Hayes (IRL) · 3-5              | 6.        | kiesett           | kiesett   | kiesett           | kiesett     | kiesett           | kiesett  | kiesett           | kiesett | helyezetlen |
| Robert Elliott | Párbajtőr, egyéni | 8. csoport · Igor Valetov (URS) · 1-5 · Jacques Brodin (FRA) · 0-5 · Jerzy Janikowski (POL) · 0-5 · Ole Mørch (NOR) · 0-5 · Roberto Maldonado (PUR) · 5-5                       | 5.        | kiesett           | kiesett   | kiesett           | kiesett     | kiesett           | kiesett  | kiesett           | kiesett | helyezetlen |
| Matthew Chan   | Kard, egyéni      | 1. csoport · Michele Maffei (ITA) · 1-5 · Alex Orban (USA) · 2-5 · Borisz Sztavrev (BUL) · 0-5 · Guzman Salazar (CUB) · 3-5 · Bernd Brodar (AUT) · 4-5                          | 6.        | kiesett           | kiesett   | kiesett           | kiesett     | kiesett           | kiesett  | kiesett           | kiesett | helyezetlen |
| Robert Elliott | Kard, egyéni      | 2. csoport · Mario Aldo Montano (ITA) · 0-5 · Fritz Prause (AUT) · 2-5 · Jerzy Pawłowski (POL) · 1-5 · Sandor Gombay (SUI) · 0-5 · Mark Rakita (URS) · 1-5                      | 6.        | kiesett           | kiesett   | kiesett           | kiesett     | kiesett           | kiesett  | kiesett           | kiesett | helyezetlen |